# مسار الهجرة النبوية

المنطقة الغربية في المملكة العربية السعودية والتي تقع ضمنها منطقتي مكة المكرمة والمدينة المنورة

مسار الهجرة النبوية هو المسار الذي سلكه النبي محمد وصحبه من مكة المكرمة إلى المدينة المنورة في عام 1هـ الموافق لـ 622م تجنبًا لأذى زعماء قريش وكيدهم، بدءًا من دار السيدة خديجة زوج الرسول محمد وفترة الاختباء في غار ثور ثلاثة أيام حتى منطقة قباء بالمدينة المنورة آخر محطات الركب النبوي، ويقدّر طريق الهجرة النبوية بـ 380 كيلومترا قطعها الركب النبوي في ثمانية أيام تبدأ من اليوم الأول في ربيع الأول من العام الأول للهجرة حتى اليوم الثامن من ربيع الأول من العام الأول للهجرة. وفي رحلة استغرقت 11 يومًا في العام 2011 وثقت هيئة المساحة الجيولوجية السعودية مسار الهجرة النبوية بالتحديد كما سلكه النبي ﷺ وصحبه من غار ثور حتى قباء بالمدينة المنورة وكما ورد في سيرة ابن هشام، واستعانت الهيئة في الكشف عن الطريق بالطائرات العامودية وسيارات الدفع الرباعي والسير على الأقدام.

## محطات ومعالم على مسار الهجرة النبوية
ذكرت الروايات التي وصفت المعالم المكانية لطريق الهجرة النبوية 29 معلمًا متفق عليها وتختلف في تعدادها من راوي إلى آخر، ووردت في كتب ابن اسحاق وابن سعد وابن خرداذبة والطبري وابن حبان والأزهري والإدريسي والحاكم وابن حزم وابن عبد البر والبكري وابن الأثير، والحموي وابن منظور والنويري وابن كثير والذهبي والعصامي والأنصاري والبلادي. بعد أن رسم النبي وصحابته مسير الهجرة للأيام الثلاثة الأولى وبعد أن جهّز أبو بكر الصديق راحلتين منذ أكثر من 4 أشهر من اليوم الأول للهجرة بدأ طريق الهجرة النبوية من:

### منزل السيدة خديجة والحزورة
انطلق النبي محمد من منزله دار السيدة خديجة بنت خويلد بعدما أمر علي بن أبي طالب بأن ينام في فراشه وبعد أن طمأنه بأنه لن يصيبه أذى، توجه إلى دار رفيقه أبي بكر الصديق، مرورا بالحزورة وهو سوق بمكة يقع في فناء دار أم هانئ ابنة أبي طالب، وهو في الوقت الحالي موقع لمنارة الحزورة بالمسجد الحرام، والحزورة هو الموضع الذي وقف به النبي وقال «واَلله إنكِ لخيرُ أرضِ اللهِ، وأحبُّ أرضِ اللهِ إلى اللهِ، ولولا أنَّ أهلكِ أخرجونيْ منكِ ما خرجْت».

### منزل أبي بكر الصديق وغار ثور

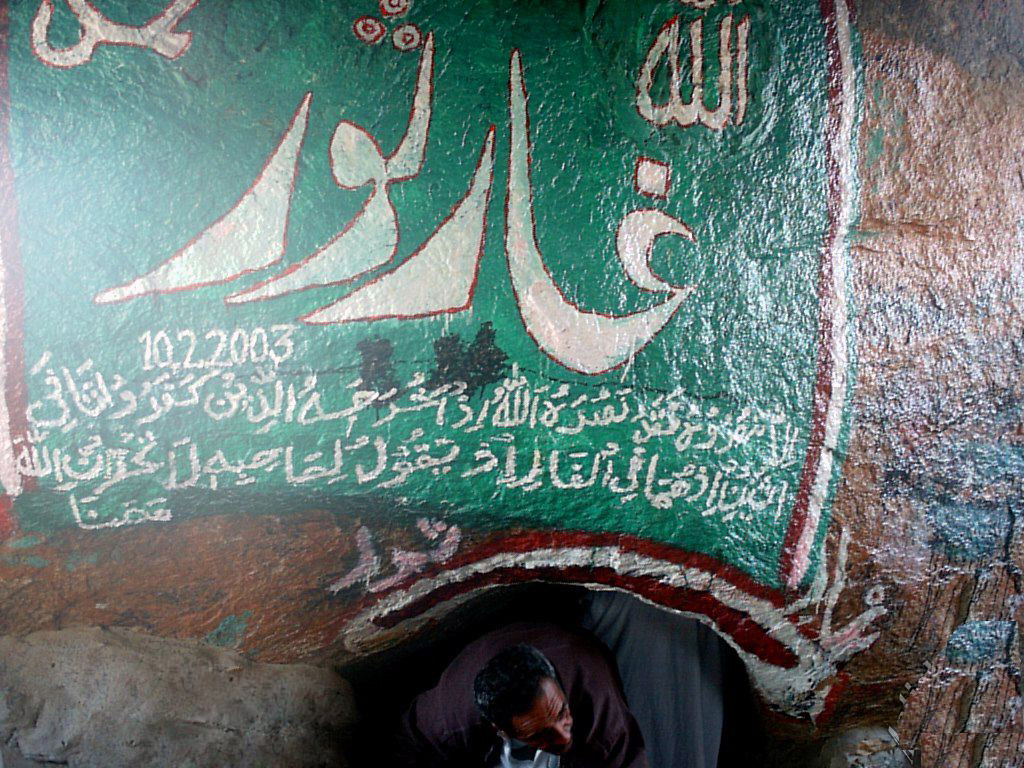
مدخل غار ثور

سار النبي محمد إلى دار رفيقه أبي بكر الصديق الذي اختاره للسير معه في هجرته الكبرى، وتوجه إلى منزله الذي يبعد عن الكعبة الشريفة 309 مترًا، ثم توجها معا إلى غار ثور في جبل ثور على مسافة 5500 شرق جنوب الكعبة ويصل ارتفاعه إلى 748 مترا عن سطح البحر، ويبعد عن نقطة الانطلاق دار أبي بكر مسافة 3 ساعات، مكث النبي وصاحبه ثلاثة أيام داخل الغار.

### اليوم الأول للهجرة
وهو فجر الأثنين الموافق للأول من ربيع الأول في السنة الأولى للهجرة، بدأ من غار ثور وانتهى بالمبيت في كراع الغميم.

#### جبال بُشيمات
في اليوم الأول من مغادرة غار ثور انطلق الركب النبوي من الغار عن يسار جبال بُشيمات متجهين إلى الغرب، وهي سلسلة جبال متوسطة الارتفاع في جنوب غرب مكة مرورا بوادي مكة ووادي عرنة ثم الاتجاه شمالا بمحاذاة جبال بُشيمات.

#### روضة أم الهشيم
توجه الركب شمالا حيث أصبحت جبال بُشيمات على يمينه وجبال أبو عظام عن يساره، مرورا على روضة أم الهشيم الواقعة جنوب وادي فاطمة ديار قبيلة خزاعة.

### اليوم الثاني للهجرة
وهو يوم الثلاثاء الموافق للثاني من ربيع الأول في السنة الأولى من الهجرة، بدأ من غرب عسفان وانتهى بالمبيت في الجحفة.

#### أسفل عسفان
في اليوم الثاني من الرحلة تجاوز الركب كراع الغميم إلى غرب عسفان وهي المنطقة التي تنزلت فيها الآية التي شُرعت فيها صلاة الخوف، وهي المنطقة التي يبدأ بها الجواز لأهالي مكة في القصر والجمع باعتبارهم مسافرون.

#### حرة نقرى ووادي عويجاء
بعد عسفان تأتي ريع وحرة نقرى على يمين الركب، ثم وادي عويجاء بمحاذاة جبل الأخل يسارا وحرة عويجاء عن اليمين.

#### جبل جمدان وأسفل أمج
وبعد وادي عويجاء يأتي جبل جمدان على بعد بضعة كيلومترات عن يمين الركب النبوي، ثم المرور بأسفل أمج وهي قرية يمر بها وادي أمج.

#### حرة البكاويةوخيمة أم معبد
بعد المرور على حرة البكاوية أو حرة الخليصة من طرفها الغربي وصل الركب إلى خيمة أم معبد الخزاعية لطلب الماء في طرف وادي قديد من جهة الغرب، وهي الخيمة التي ذكر الرواة ما حدث عندها من معجزة مسح النبي ﷺ على الشاة وإدرارها اللبن، وذكر ابن الأثير في أسد الغابة وصف أم معبد الخزاعية وقولها عن رسول الله ﷺ لزوجها:
| مسار الهجرة النبوية | ظاهر الوضاءة، أبلج الوجه، حسن الخلق، لم تعبه ثُجْلة، ولم تزر به صلعة، وسيم قسيم، في عينيه دعج، وفي أشفاره وَطَف، وفي صوته صحل، وفي عنقه سطع، أحور، أكحل، أزج، أقرن، شديد سواد الشعر، إذا صمت علاه الوقار، وإن تكلم علاه البهاء، أجل الناس وأبهاهم من بعيد، وأحسنه وأحلاه من قريب، حلو المنطق، فضل، لا نزر، ولا هذر، كأن منطقه خرزات نُظمن يتحدرن، رِبعة، لا تقحمه عين من قصر، ولا تشنؤه من طول، غُصن بين غصنين، فهو أنظر الثلاثة منظرا وأحسنهم قدرا، وله رفقاء يحفون به، إذا قال استمعوا لقوله، وإذا أمر تبادروا إلى أمره، محفود محشود، لا عابس ولا مفَنَّد | مسار الهجرة النبوية |

#### وادي قديد وحرة المشلل
مر الركب بعد مغادرة خيمة أم معبد بوادي قديد، وهو وادي يبلغ طوله 150 كيلومترا ينحدر من جهة الشرق ويصب في البحر الأحمر، ثم حرة المشلل وتعرف اليوم بحرة القديدية وتقع شرق المتجه من مكة المكرمة إلى المدينة المنورة.

#### وادي كُلية
عند وادي كُلية عرض سراقة بن مالك للركب النبوي قاصدًا قتل النبي، وكانت قريش قد رصدت جائزة 100 ناقة لمن يردّ محمدًا عليهم، فدعا عليه النبي فساخت قوائم فرسه فتراجع سراقة وطلب وقال «يا محمد أدع الله أن يطلق فرسي وأرجع عنك وأرد من ورائي»، ففعل فأطلق فرسه ورجع فوجد الناس يلتمسون محمدا فقال لهم: «ارجعوا فقد استبرأت لكم ما ههنا» فرجعوا عنه.

#### الجحفة
وهو المكان الذي تنزلت فيه آية «إن الذي فرض عليك القرآن لرادك إلى معاد» وذلك تسلية للنبي محمد  إذ بدى عليه اشتياقه إلى مكة، والجحفة أحد المواقيت المكانية التي حددها رسول الله للحجاج والمعتمرين القادمين إلى مكة من أهل الشام ومصر، وفيها قابل النبي عمه العباس بن عبد المطلب في عام الفتح مهاجرا إلى المدينة المنورة.

### اليوم الثالث للهجرة
وهو يوم الأربعاء الموافق للثالث من ربيع الأول في السنة الأولى للهجرة، بدأ من غدير وادي الخرار وانتهى بالمبيت في وادي لقف.

#### غدير خُموماء أحياء
وفي اليوم الثالث سار الركب باتجاه غدير خم أحد المعالم المشهورة لوقوف النبي عنده أثناء عودته من حجة الوداع وإلقاء خطبة اثنى فيها على علي بن أبي طالب، وهو غدير يقع في وادي الخرار، ثم توجه الركب إلى ثنية المرة مرورا بماء أحياء التي ارتبطت فيما بعد بحادثة إرسال النبي سرية عبيدة ابن الحارث بن عبد المطلب إلى موقع ماء أحياء مع ثمانين من مهاجري الصحابة لاعتراض أبي سفيان.

#### ريع أبو دويمة وريع الحُميَّا
وصل الركب النبوي إلى وادي لقف ثم إلى ريع أبو دويمة ثم ريع الحميَّا، ويبلغ طوله 600 مترا وقد واصل الركب النبوي سيره شمالا مرورا بوادي الساد وتلعة المصيدرة وخشوم المشتظلات إلى ريع الحميَّا، ويعتبر هذا الريع منذ القدم معبرا على مر العصور ودل على ذلك وجود آثار طريق للجمال وآثار بعض الأحواض القديمة المبنية بالحجارة.

#### مقرح الرِّجلين ووادي الحامضة
مقرح الرجلين هو ممر يصل بين مسيل حيا ووادي الحامضة، ويبلغ طوله نحو 1800 مترا، ويعتبر ممرًا آمنًا من السيول وقد عبره الركب إلى وادي الحامضة، الذي يجري من الشرق إلى الغرب ثم إلى وادي الرِتقة.

#### تلعة أم الحَب وحرّة القصيبة
استمر مسار الركب من تلعة أم الحَب التي تتواجد بها قبور دلت على مرور القوافل بها قديمًا، ثم إلى حرّة القصيبة وهي حرّة طويلة يعرف جانبها الجنوبي بحرّة الصُعيب وجابنها الشمالي بحرّة القُصيبة.

#### وادي الفرع وجبل المليساء

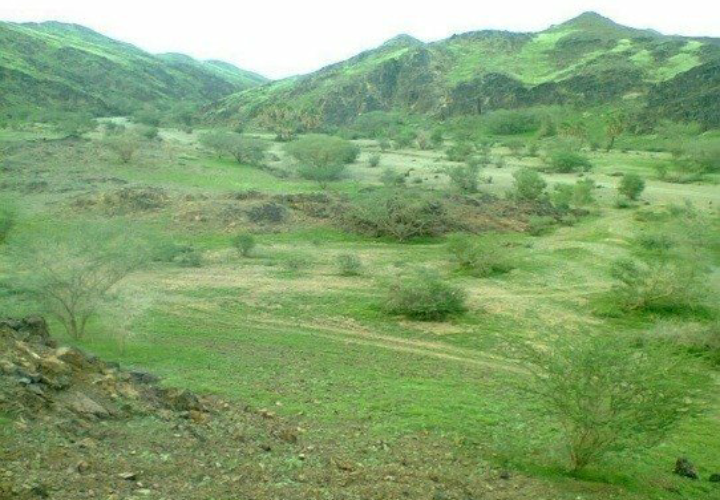
وادي الفرع جنوب المدينة المنورة

بعد أن هبط الركب النبوي من حرّة القُصيبة واصل السير في وادي الفرع مرورا بمحاذاة جبل المليساء من الجانب الغربي للجبل إلى وادي لقف، ويعتبر وادي الفرع من الأودي الكبيرة في منطقة الحجاز ويبلغ عرض الوادي في المسافة التي سار فيها الركب نحو 350 مترًا.

### اليوم الرابع للهجرة
وهو يوم الخميس الموافق للرابع من ربيع الأول في السنة الأولى للهجرة، بدأ من مدلجة لقف وانتهى بالمبيت في بئر الطلوب.

#### مدلجة لقف ووادي مجاح
انطلق الركب النبوي في اليوم الرابع باتجاه مدلجة لقف وهي المدلجة الأولى التي سلكها الركب، ثم إلى مدلجة مجاح والتي تصل بين وادي مجاح ومدلجة لقف، قاطعا وادي مجاح الذي يسير من الشرق إلى الغرب.

#### مرجح مجاح ومرجح ذوي العصوين
وفي اليوم الرابع قطع الركب النبوي وادي مجاح ليلتقي بوادي الفرع ووادي القاحة، وسار باتجاه الشمال قاطعا مرجح ذوي العصووين إلى ريع أم كشد ثم وادي أُجيرد الذي يتجه للشمال الغربي ثم ينعطف باتجاه الشمال الشرقي.

#### بطن ريع ومدلجة تعهن
مر الركب على بطن ريع بعد أن قطع وادي أجيرد وراءه ثم وادي ذي سلم مرورا بمدلجة تعهن متجها إلى وادي القاحة وهي المدلجة الثالثة التي سلكها الركب النبوي.

#### الغثريانة ووادي القاحة
الغثريانة هو فج يأتي من وادي القاحة إلى وادي تعهن، ويُعرف باسم العباببيد والعبابيب، وقد مر به الركب النبوي قاطعا بئر الطلوب متجهًا إلى وادي القاحة وهو واحد من أودية منطقة الحجاز الكبيرة وينطلق من الشمال وينتهي بالالتقاء بوادي الفرع، وفي هذا الطريق يلتقي طريق الهجرة النبوية بطريق الجادة العظمى «طريق القوافل والأنبياء» الذي مرّ عن طريقه الأنبياء والحكماء والعلماء متجهون إلى مكة المكرمة.

### اليوم الخامس للهجرة
وهو يوم الجمعة الموافق للخامس من ربيع الأول في السنة الأولى للهجرة، بدأ من بلدة العرج وانتهى بالمبيت في وادي العرج.

#### العرج
مر الركب النبوي في اليوم الخامس من العرج وهي مستوطنة قديمة في وادي العرج وسمّي بذلك لتعرج خطوطه، ومن الأحداث التي حدثت في هذا الموقع بين وادي العرج والطلوب أن النبي محمد حينما كان في طريقه إلى مكة عام الفتح وفيما كان بين العرج والطلوب نظر إلى كلبة تهر عن أولادها وهم حولها يرضعونها، فأمر جميل بن سراقة أن يقوم بجانبها لا يعرض لها أحد من الجيش ولا لأولادها.

### اليوم السادس للهجرة
هو يوم السبت الموافق للسادس من ربيع الأول في السنة الأولى للهجرة، بدأ من جبل ركوبة وانتهى بالمبيت في وادي ريم.

#### جبل ركوبة وجبل مشروان
بدأت مسيرة الركب النبوي في هذا اليوم من ركوبة وهو جبل يفصل بين جبال عوف وجبل ورقان، وقد مر به الركب عن يمينه متابعا السير إلى جبل مشروان ثم وادي الريم.

#### جبل ورقان ووادي الخاطر
عُرف جبل ورقان قديما بجبل حمت ومر به الركب أثناء مسيره بركوبة وجبل مشروان، وورد أن النبي محمد في طريقه إلى حجة الوادع نزل مسجد عرق الظبية وهو المسجد الذي قبل الروحاء وقال «أتدرون ما اسم الجبل؟ قالوا الله ورسوله أعلم، قال هذا حمت جبل من جبال الجنة اللهم بارك لنا فيه وبارك لأهله». مر الركب مجتازا جبل ورقان عبر وادي الخاطر المتصل بوادي الرس.

#### وادي حفر ووادي ريم
قطع الركب النبوي وادي الرس ليواصل سيره في وادي حفر إلى وادي ريم متجهًا إلى الخلائق ثم الجثجاثة، وفي وادي ريم أدرك أبو معبد الخزاعي زوج أم معبد النبي محمد ودخل في الإسلام.

### اليوم السابع للهجرة
هو يوم الأحد الموافق للسابع من ربيع الأول في السنة الأولى للهجرة، بدأ بآبار الماشي وانتهى بالمبيت في قرية الجثجاثة.

#### الخلائق ووادي العقيق

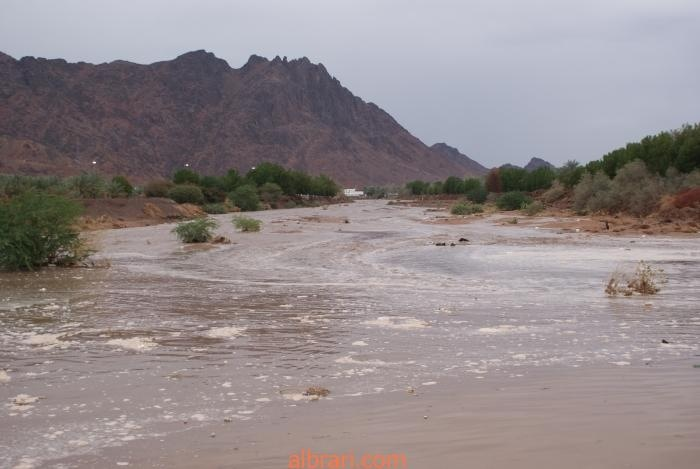
وادي العقيق بالمدينة المنورة

عبر الركب النبوي وادي ريم ليسلك الجثجاثة مرورا بالخلائق والتي تعرف اليوم بآبار الماشي نسبة إلى المسافرين الذين يسافرون على أرجلهم، ثم إلى وادي العقيق أشهر الأودية التي تمر بالمدينة المنورة وقد سار الركب النبوي في وادي العقيق إلى طريق الظبي باتجاه قباء.

#### الجثجاثة
تقع الجثجاثة قبل جبل حمراء الأسد وهي قرية قديمة على بعد 16 ميلا من المدينة المنورة، وقد مر بها الركب النبوي وتغدّى بها وكانت هي آخر محطة بات فيها الركب قبل الوصول إلى قباء.

### اليوم الثامن للهجرة
وهو يوم الأثنين الموافق للثامن من ربيع الأول في السنة الأولى للهجرة، بدأ من الجثجاثة وانتهى بالمبيت في منزل أبي أيوب الأنصاري بالمدينة المنورة.

#### حمراء الأسد
توجه الركب النبوي باتجاه قباء من خلال طريق الظبي وكان جبل حمراء الأسد في مواجهة الركب النبوي، وهو جبل يقع خارج حدود الحرم للمدينة المنورة، وله شهرة في التاريخ بسبب الحادثة التي وقعت بعد غزوة أحد حيث اجتمع كفار قريش عنده لإعادة الهجوم على المسلمين فذهب النبي لمطارتهم.

#### روضة خاخ وطريق الظبي
مر الركب النبوي بمحاذاة روضة خاخ بعد أن اجتاز جبل حمراء الأسد، ثم أخذ الركب النبوي طريق الظبي الموصل إلى حي العصبة ثم ديار بني أنيف ثم إلى قباء المحطة النهائية.

#### قباء
وهي المحطة النهائية في مسار الهجرة النبوية، حيث نزل الركب فيها على ديار عمرو بن عوف، وقد اشتهرت هذه المنطقة ببناء أول مسجد والذي أطلق عليه مسجد قباء أول مسجد بُني في الإسلام. وأقام النبي في قباء أربع ليال ابتداء من يوم الأثنين آخر أيام الرحلة النبوية حتى ليلة الجمعة، وغادرها متجهًا إلى المدينة المنورة ليقيم في ديار بني النجار حيث موقع مسجده اليوم والذي عُرف على مر التاريخ بالمسجد النبوي، ونزل في منزل أبي أيوب الأنصاري لمدة ستة أشهر إلى أن بنى منزله شرقي المسجد النبوي.

## ملخص أيام الرحلة
| يوم                 | الموافق                            | المكان          | الموقع |
| ------------------- | ---------------------------------- | --------------- | --- |
| اليوم الأول للهجرة  | الأثنين 01/03 السنة الأولى للهجرة  | الحزورة         | موقع في الجزء الجنوبي الغربي من المسجد الحرام في مكة المكرمة.                                                                          |
| اليوم الأول للهجرة  | الأثنين 01/03 السنة الأولى للهجرة  | جبال بُشيمات     | تقع جنوب غرب مكة المكرمة. |
| اليوم الأول للهجرة  | الأثنين 01/03 السنة الأولى للهجرة  | وادي عرنة       | يمر داخل المغمس وغرب عرفة عند مسجد نمرة ثم يفيض جنوب جدة.[7]                                                                           |
| اليوم الأول للهجرة  | الأثنين 01/03 السنة الأولى للهجرة  | روضة أم الهشيم  | تقع جنوب وادي فاطمة بمكة المكرمة. |
| اليوم الثاني للهجرة | الثلاثاء 02/03 السنة الأولى للهجرة | أسفل عسفان      | عسفان بلدة تقع شمال غرب مكة المكرمة.                                                                                                   |
| اليوم الثاني للهجرة | الثلاثاء 02/03 السنة الأولى للهجرة | حرة نقرى        | شمال أسفل عسفان غرب مكة المكرمة. |
| اليوم الثاني للهجرة | الثلاثاء 02/03 السنة الأولى للهجرة | وادي عويجاء     | شمال ثنية حرة نقرى أسفل عسفان. |
| اليوم الثاني للهجرة | الثلاثاء 02/03 السنة الأولى للهجرة | جبل جمدان       | جبل يقع في محافظة خليص شمال مكة المكرمة.                                                                                               |
| اليوم الثاني للهجرة | الثلاثاء 02/03 السنة الأولى للهجرة | أسفل أمج        | قرية يمر بها وادي أمج بمحافظة خليص شمال مكة المكرمة.                                                                                   |
| اليوم الثاني للهجرة | الثلاثاء 02/03 السنة الأولى للهجرة | وادي القديد     | يقع شمال شرق محافظة خليص، وبه تواجدت خيمة أم معبد أثناء مرور الركب النبوي والتي حدثت فيها معجزة مسح النبي على الشاة وإدرارها اللبن.[8] |
| اليوم الثاني للهجرة | الثلاثاء 02/03 السنة الأولى للهجرة | حرة المشلل      | تقع غرب وادي قديد. |
| اليوم الثاني للهجرة | الثلاثاء 02/03 السنة الأولى للهجرة | وادي كُلية       | هو وادي تقع به منازل كثير عزة، وبأطراف وادي كُلية أدرك سراقة بن مالك الركب النبوي وغاصت قدم فرسه.                                       |
| اليوم الثاني للهجرة | الثلاثاء 02/03 السنة الأولى للهجرة | الجحفة          | هي قرية قديمة وإحدى المواقيت المكانية للحجاج والمعتمرين القاديمن إلى الحرم المكي، تبعدى عن مسافة 183 كم.[9]                            |
| اليوم الثالث للهجرة | الأربعاء 03/03 السنة الأولى للهجرة | غدير خم         | يقع بين مكة والمدينة المنورة وهو أقرب إلى مكة.[10]                                                                                     |
| اليوم الثالث للهجرة | الأربعاء 03/03 السنة الأولى للهجرة | وادي الخرار     | يقع خلف وادي نعمان ويبعد مسافة 25 كم عن الحرم المكي.[11]                                                                               |
| اليوم الثالث للهجرة | الأربعاء 03/03 السنة الأولى للهجرة | ماء أحياء       | هو موقع على بعد حوالي 18 كم من الجحفة.[12]                                                                                             |
| اليوم الثالث للهجرة | الأربعاء 03/03 السنة الأولى للهجرة | وادي لقف        | هو وادي وعر وضيق ومن الأودية التي تغذي وادي الفرع، يبلغ طوله 2720 مترًا.                                                                |
| اليوم الثالث للهجرة | الأربعاء 03/03 السنة الأولى للهجرة | مقرح الرجلين    | هو ممر يصل بين مسيل حيا ووادي الحامضة، ويبلغ طوله نحو 1800 مترا.                                                                       |
| اليوم الثالث للهجرة | الأربعاء 03/03 السنة الأولى للهجرة | حرة القصيبة     | جنوب جبل المليساء جنوب شرق المدينة المنورة.                                                                                            |
| اليوم الثالث للهجرة | الأربعاء 03/03 السنة الأولى للهجرة | وادي الفرع      | يقع على الطريق السريع بين مكة المكرمة والمدينة المنورة ويبعد عن المدينة مسافة 150 كم جنوبًا.                                            |
| اليوم الثالث للهجرة | الأربعاء 03/03 السنة الأولى للهجرة | جبل المليساء    | يقع في حرة رهط جنوب شرقي المدينة المنورة.                                                                                              |
| اليوم الرابع للهجرة | الخميس 04/03 السنة الأولى للهجرة   | وادي أُجيرد      | وادي يتجه إلى الشمال الغربي من مكة المكرمة ثم ينعطف باتجاه الشمال الشرقي.                                                              |
| اليوم الرابع للهجرة | الخميس 04/03 السنة الأولى للهجرة   | وادي القاحة     | هو وادي ينبع من جبال عوف ويصب في البحر الأحمر.                                                                                         |
| اليوم الرابع للهجرة | الخميس 04/03 السنة الأولى للهجرة   | مرجح ذو العصوين | شمال مرجح مجاح وهي شعبتان إذا اجتمعتا تسمى وادي العصا.                                                                                 |
| اليوم الرابع للهجرة | الخميس 04/03 السنة الأولى للهجرة   | مدلجة تعهن      | تقع شمال غرب المدينة المنورة. |
| اليوم الرابع للهجرة | الخميس 04/03 السنة الأولى للهجرة   | الغثريانة       | هو فج يأتي من وادي القاحة إلى وادي تعهن.                                                                                               |
| اليوم الخامس للهجرة | الجمعة 05/03 السنة الأولى للهجرة   | العرج           | هي بلدة قديمة في وادي العرج غرب محافظة أضم بمكة المكرمة.                                                                               |
| اليوم السادس للهجرة | السبت 06/03 السنة الأولى للهجرة    | جبل ركوبة       | جبل يفصل بين جبال عوف وجبل ورقان ويطل على غور تهامة غربًا.                                                                              |
| اليوم السادس للهجرة | السبت 06/03 السنة الأولى للهجرة    | وادي الريم      | وادي يبعد عن المدينة المنورة 80 كم. |
| اليوم السادس للهجرة | السبت 06/03 السنة الأولى للهجرة    | جبل ورقان       | يقع جنوب غرب المدينة المنورة. |
| اليوم السابع للهجرة | الأحد 07/03 السنة الأولى للهجرة    | آبار ماشي       | منطقة تقع في جنوب غرب المدينة المنورة، وتبعد عنها مسافة 28 كم.                                                                         |
| اليوم السابع للهجرة | الأحد 07/03 السنة الأولى للهجرة    | وادي العقيق     | ينطلق من منطقة العقيق جنوب المدينة المنورة.                                                                                            |
| اليوم السابع للهجرة | الأحد 07/03 السنة الأولى للهجرة    | الجثجاثة        | قرية قديمة على بعد 16 ميلا من المدينة المنورة.                                                                                         |
| اليوم الثامن للهجرة | الأثنين 08/03 السنة الأولى للهجرة  | جبل حمراء الأسد | جبل يقع خارج حدود الحرم للمدينة المنورة جنوبا بمسافة 20 كم.                                                                            |
| اليوم الثامن للهجرة | الأثنين 08/03 السنة الأولى للهجرة  | روضة خاخ        | يقع أسفل النقيع قرب حمراء الأسد من جهة المدينة المنورة.                                                                                |
| اليوم الثامن للهجرة | الأثنين 08/03 السنة الأولى للهجرة  | طريق الظبي      | هو الطريق الذي دخله النبي وصحبه إلى المدينة المنورة مباشرة، وهو طريق يمر شرقي جبل عير إلى أن يصل إلى منطقة العصبة.                     |
| اليوم الثامن للهجرة | الأثنين 08/03 السنة الأولى للهجرة  | قباء            | حي يقع جنوبي المدينة المنورة. |

## خريطة المسار
| منزل السيدة خديجة منزل أبي بكر الصديق الحزورةغار ثورمسجد الحديبية ثنية كديعسفانحرة نقرى جبل جمدان الجحفة وادي الفرع وادي ريم وادي الفرع جبل ورقان أبيار ماشي وادي العقيق الجثجاثة جبل حمراء الأسد قباءمسار الهجرة النبوية (المملكة العربية السعودية) |